# SHA-2
SHA-2，名稱來自於安全散列演算法2（英語：Secure Hash Algorithm 2）的縮寫，是一種密碼雜湊函數演算法標準，由美國國家安全局研發，由美國國家標準與技術研究院（NIST）在2001年發布。屬於SHA演算法之一，是SHA-1的後繼者。其下又可再分為六個不同的演算法標準，包括了：SHA-224、SHA-256、SHA-384、SHA-512、SHA-512/224、SHA-512/256。

## 开发

SHA-2的第t個加密迴圈。圖中的深藍色方塊是事先定義好的非線性函數。ABCDEFGH一開始分別是八個初始值，K_{t}是第t個金鑰，W_{t}是本區塊產生第t個word。原訊息被切成固定長度的區塊，對每一個區塊，產生n個word（n視演算法而定），透過重複運作迴圈n次對ABCDEFGH這八個工作區段循環加密。最後一次迴圈所產生的八段字串合起來即是此區塊對應到的雜湊字串。若原訊息包含數個區塊，則最後還要將這些區塊產生的雜湊字串加以混合才能產生最後的雜湊字串。

NIST發佈了三個額外的SHA變體，這三個函數都將訊息對應到更長的訊息摘要。以它們的摘要長度（以位元計算）加在原名後面來命名：SHA-256，SHA-384和SHA-512。它們發佈於2001年的FIPS PUB 180-2草稿中，隨即通過審查和評論。包含SHA-1的FIPS PUB 180-2，於2002年以官方標準發佈。2004年2月，發佈了一次FIPS PUB 180-2的變更通知，加入了一個額外的變種SHA-224，這是為了符合雙金鑰3DES所需的金鑰長度而定義。
SHA-256和SHA-512是很新的雜湊函數，前者以定義一個word為32位元，後者則定義一個word為64位元。它們分別使用了不同的偏移量，或用不同的常數，然而，實際上二者結構是相同的，只在迴圈執行的次數上有所差異。SHA-224以及SHA-384則是前述二種雜湊函數的截短版，利用不同的初始值做計算。
Gilbert和Handschuh在2003年曾對這些新變種作過一些研究，聲稱他們沒有找到弱點。

## 演算法
以下是SHA-256演算法的虛擬碼。注意，64個word w[16..63]中的位元比起SHA-1演算法，混合的程度大幅提升。
```
注意：全部變量皆是32位元
整數，且溢位時以模2
32
處理
```

```
初始化

（以下是前8個質數2..19平方根小數部分的前32位元）：

h0 := 0x6a09e667
h1 := 0xbb67ae85
h2 := 0x3c6ef372
h3 := 0xa54ff53a
h4 := 0x510e527f
h5 := 0x9b05688c
h6 := 0x1f83d9ab
h7 := 0x5be0cd19
```

```
初始化每輪用的常數

（前64個質數2..311的立方根小數部分的前32位元）：

k[0..63] :=
   0x428a2f98, 0x71374491, 0xb5c0fbcf, 0xe9b5dba5, 0x3956c25b, 0x59f111f1, 0x923f82a4, 0xab1c5ed5,
   0xd807aa98, 0x12835b01, 0x243185be, 0x550c7dc3, 0x72be5d74, 0x80deb1fe, 0x9bdc06a7, 0xc19bf174,
   0xe49b69c1, 0xefbe4786, 0x0fc19dc6, 0x240ca1cc, 0x2de92c6f, 0x4a7484aa, 0x5cb0a9dc, 0x76f988da,
   0x983e5152, 0xa831c66d, 0xb00327c8, 0xbf597fc7, 0xc6e00bf3, 0xd5a79147, 0x06ca6351, 0x14292967,
   0x27b70a85, 0x2e1b2138, 0x4d2c6dfc, 0x53380d13, 0x650a7354, 0x766a0abb, 0x81c2c92e, 0x92722c85,
   0xa2bfe8a1, 0xa81a664b, 0xc24b8b70, 0xc76c51a3, 0xd192e819, 0xd6990624, 0xf40e3585, 0x106aa070,
   0x19a4c116, 0x1e376c08, 0x2748774c, 0x34b0bcb5, 0x391c0cb3, 0x4ed8aa4a, 0x5b9cca4f, 0x682e6ff3,
   0x748f82ee, 0x78a5636f, 0x84c87814, 0x8cc70208, 0x90befffa, 0xa4506ceb, 0xbef9a3f7, 0xc67178f2
```

```
預處理：

訊息後接上一個位元'1'
再接上k個'0'，其中k為最小的非負整數，使所得的訊息長度（位元數）
同余
於448(mod 512)
將預處理前訊息的長度（位元數）寫成64位元
大端序
整數，接在最尾
```

```
將訊息分成若干連續段處理，每段512位元：

將訊息分成512位元的分段

for
 每段
    將該段再分成十六個32位元的
字組
，看成大端序的整數w[0..15]
```

```
    
從該十六個字組，計算多四十八個同樣長度的字組，得到總共六十四個32位元字組：

    
for
 i 
from
 16 
to
 63
        s0 := (w[i-15] 
rightrotate
 7) 
xor
 (w[i-15] 
rightrotate
 18) 
xor
(w[i-15] 
rightshift
 3)
        s1 := (w[i-2] 
rightrotate
 17) 
xor
 (w[i-2] 
rightrotate
 19) 
xor
(w[i-2] 
rightshift
 10)
        w[i] := w[i-16] 
+
 s0 
+
 w[i-7] 
+
 s1
```

```
    
初始化此段的雜湊值：

    a := h0
    b := h1
    c := h2
    d := h3
    e := h4
    f := h5
    g := h6
    h := h7
```

```
    
主迴圈：

    
for
 i 
from
 0 
to
 63
        s0 := (a 
rightrotate
 2) 
xor
 (a 
rightrotate
 13) 
xor
(a 
rightrotate
 22)
        maj := (a 
and
 b) 
xor
 (a 
and
 c) 
xor
(b 
and
 c)
        t2 := s0 + maj
        s1 := (e 
rightrotate
 6) 
xor
 (e 
rightrotate
 11) 
xor
(e 
rightrotate
 25)
        ch := (e 
and
 f) 
xor
 ((
not
 e) 
and
 g)
        t1 := h + s1 + ch + k[i] + w[i]
        h := g
        g := f
        f := e
        e := d + t1
        d := c
        c := b
        b := a
        a := t1 + t2
```

```
    
將此段的雜湊值加進總和：

    h0 := h0 + a
    h1 := h1 + b
    h2 := h2 + c
    h3 := h3 + d
    h4 := h4 + e
    h5 := h5 + f
    h6 := h6 + g
    h7 := h7 + h
```

```
輸出最總的雜湊值（大端序）：

digest = hash = h0 
append
 h1 
append
 h2 
append
 h3 
append
 h4 
append
 h5 
append
 h6 
append
 h7
```

其中ch函數及maj函數可利用前述SHA-1的優化方式改寫。
SHA-224和SHA-256基本上是相同的，除了：
- h0到h7的初始值不同，以及
- SHA-224輸出時截掉h7的函數值。

SHA-512和SHA-256的結構相同，但：
- SHA-512所有的數字都是64位元，
- SHA-512執行80次加密迴圈而非64次，
- SHA-512初始值和常數拉長成64位元，以及
- 二者位元的偏移量和循環位移量不同。

SHA-384和SHA-512基本上是相同的，除了：
- h0到h7的初始值不同，以及
- SHA-384輸出時截掉h6和h7的函數值。

## 实现
Windows操作系统的System32目录下有certutil.exe，可以直接调用，例如：
```
certutil -hashfile yourfilename.ext SHA256
```